# Ftiròfags
Els ftiròfags (en llatí Phthirophagi, en grec antic Φθειροφάγοι, literalment 'menjadors de polls') van ser un poble escita, anomenat així perquè eren i anaven molt bruts, segons diu Estrabó.
Alguns historiadors pensen que inicialment el nom potser se'ls va donar per Φθειρ ('phtheir'), un fruit semblant al pinyó del que s'alimentaven, però Estrabó insisteix que el nom els venia per la seva condició de bruts.
Estrabó diu que vivien al Caucas potser a la costa de la mar Negra. Ptolemeu diu que vivien a la Sarmàcia asiàtica darrere del Rha. Plini el Vell explica que més tard es van anomenar sales (salae). Heròdot parla dels budins, un altre poble sàrmata i diu que menjaven polls.